# 耶律捏儿哥
耶律捏儿哥（？—1223年），蒙古帝国将领。契丹族。太师耶律阿海的第三子。
成吉思汗时，其兄耶律忙古台去世，没有后裔，由耶律捏儿哥代任其职，佩戴虎符，作为归顺蒙古的辽东蒲鲜万奴的监军。1223年，蒲鲜万奴乘蒙古军统帅太师国王木华黎去世，据辽东起兵反蒙，重建东夏国。耶律捏儿哥全家被他杀害。蒙古将其追赠为辽东行省右丞。